# Brian Vesey-Fitzgerald
Brian Seymour Vesey-Fitzgerald (1905-1981)  est un naturaliste britannique, auteur de livres sur la faune, les chats et les chiens. 

## Vie et œuvre
Vesey-Fitzgerald commence sa carrière en tant que journaliste à l'agence Reuters. Il devient ensuite le spécialiste nature de l'équipe de rédaction du magazine The Field , dont il est rédacteur en chef de 1938 à 1946. Il consacre par la suite son temps à l'écriture et à des activités radiophoniques. Outre la faune sauvage, les chats et les chiens, divers sujets l'intéressent tels que la vie rurale en général, les gitans, les fêtes foraines et la boxe. Il montre de la sympathie aussi bien pour les braconniers que pour les gardes-chasse.
Il est l'auteur de British Game, consacré au gibier de Grande-Bretagne (1946). Il s'agit du second volume de la collection New Naturalist. Il tient également une chronique hebdomadaire sur les chats et les chiens dans News of the World. Ses émissions de radio sur la vie à la campagne comprennent Field Fare (1940-1945) et There and Back (1947-1949).
Brian Vesey-Fitzgerald était une autorité reconnue sur les gitans  et présidait la British Fairground Society. Il était également membre du National Cat Club et vice-président honoraire du Siamese Cat Club d'Afrique du Sud.
Il était rédacteur en chef de la série de 60 volumes County Books, publiée dans les années 1947-53 et de la série de 31 volumes The Regional Books, publiée dans les années 1950.

## Livres
- A Book of British Waders (1939)
- Hampshire Scene (1940)
- Programme For Agriculture (Editor) (1941)
- A Country Chronicle (1942)
- Hedgerow and Field (1943)
- Gypsies of Britain (1944)
- British Game: New Naturalist No. 2 (1946)
- The Book Of The Horse (1946)
- The British Countryside in Pictures (1946)
- Birds Trees and Flowers Illustrated: The Nature Lover's Companion to Familiar British Birds, Trees and Flowers, fully Illustrated with Photographs, Drawings and Colour Plates, by Brian Vesey-Fitzgerald and others (1947)
- The Book of the Dog (1948)[4]
- It's My Delight (1948)[5]
- Background to Birds (1948)
- Bird Biology for Beginners, illus. L. R. Brightwell (1948)
- British Bats, illus. Eric Ennion (1949)
- The Senses of Bats (1949)
- Rivermouth, illus. Charles Tunnicliffe (1949)
- The Hampshire Avon (1950)
- British Birds and Their Nests, illus. Allen W. Seaby. (1950)[6]
- Fly Fishing by Turing, H.D. (Editor) (1951)
- The Regional Books, a series of 31 volumes (Editor) (1952 - 1958)
- The First Ladybird Book of British Birds and their Nests, illus. Allen W. Seaby (en) (1953)
- The Second Ladybird Book of British Birds and their Nests, illus. Allen W. Seaby (en) (1955)
- The Third Ladybird Book of British Birds and their Nests (1956)
- The Ladybird Book of British Wild Flowers (1957)
- Cats (Penguin Handbooks) (1957)[7]
- The Beauty of Cats (1958)
- The Beauty of Dogs (1960)
- Garden Flowers (Natural History), illus. John Leigh-Pemberton (1960)
- A Bohemian Affair - short stories, etc. (1961)
- The Ladybird Book of Trees, illus. S. R. Badmin (en) (1963)[1]
- About Dogs (1963)
- Animal Anthology (1965)
- Best Animal Stories (1965)
- Portrait of the New Forest (1966)
- The World of Ants, Bees and Wasps (1969)
- Town Fox, Country Fox (Survival Books) (1976)

- Un livre d'échassiers britanniques (1939)
- Scène du Hampshire (1940)
- Programme pour l'agriculture (éditeur) (1941)
- Une chronique de pays (1942)
- Haie et champ (1943)
- Tsiganes de Grande-Bretagne (1944)
- Jeu britannique: New Naturalist n ° 2 (1946)
- Le livre du cheval (1946)
- La campagne britannique en images (1946)
- Oiseaux, arbres et fleurs illustrés: le compagnon de l'amant de la nature pour les oiseaux, les arbres et les fleurs britanniques familiers, entièrement illustré avec des photographies, des dessins et des plaques de couleur, par Brian Vesey-Fitzgerald et autres (1947)
- Le livre du chien (1948) [4]
- C'est mon délice (1948) [5]
- Contexte des oiseaux (1948)
- Biologie des oiseaux pour les débutants, illus. LR Brightwell (1948)
- elle), illus. John Leigh-Pemberton (1960)
- A Bohemian Affair - nouvelles, etc. (1961)
- Le livre des arbres de la coccinelle, illus. SR Badmin (1963) [1]
- À propos des chiens (1963)
- Anthologie animale (1965)
- Meilleures histoires d'animaux (1965)
- Portrait de la New Forest (1966)
- Le monde des fourmis, des abeilles et des guêpes (1969)
- Town Fox, Country Fox (Livres de survie) (1976)